# 친차노
친차노(이탈리아어: Cinzano)는 이탈리아 피에몬테주의 토리노 광역시에 있는 코무네로, 토리노에서 약 15km(9mi) 정도 떨어져 있다.
친차노는 카살보르고네, 리발바, 시올체, 베르차노디산피에트로 및 몬쿠코토리네세와 접해 있다.